# Cantó d'Issy-les-Moulineaux
El cantó d'Issy-les-Moulineaux és un cantó francès del departament dels Alts del Sena, situat al districte de Boulogne-Billancourt. Creat amb la reorganització cantonal del 2015.

## Municipis
- Issy-les-Moulineaux